# Vale of White Horse
Vale of White Horse è un distretto dell'Oxfordshire, Inghilterra, Regno Unito, con sede ad Abingdon.
Il distretto fu creato con il Local Government Act 1972, il 1º aprile 1974 dalla fusione del municipal borough di Abingdon con il distretto urbano di Wantage, il distretto rurale di Abingdon, il distretto rurale di Faringdon e parte del distretto rurale di Wantage nel Berkshire.
La valle prende il nome dal Cavallo Bianco di Uffington, un geoglifo di epoca preistorica tracciato sul pendio di un rilievo collinare in gesso, rappresenta una figura animale stilizzata.

## Parrocchie civili
- Abingdon
- Appleford-on-Thames
- Appleton-with-Eaton
- Ardington
- Ashbury
- Baulking
- Besselsleigh
- Blewbury
- Bourton
- Buckland
- Buscot
- Charney Bassett
- Childrey
- Chilton
- Coleshill
- Compton Beauchamp
- Cumnor
- Denchworth
- Drayton
- East Challow
- East Hanney
- East Hendred
- Eaton Hastings
- Fernham
- Frilford
- Fyfield and Tubney
- Garford
- Goosey
- Great Coxwell
- Great Faringdon
- Grove
- Harwell
- Hatford
- Hinton Waldrist
- Kennington (Oxfordshire)
- Kingston Bagpuize with Southmoor
- Kingston Lisle
- Letcombe Bassett
- Letcombe Regis
- Little Coxwell
- Littleworth
- Lockinge
- Longcot
- Longworth
- Lyford
- Marcham
- Milton
- North Hinksey
- Pusey
- Radley
- St. Helen Without
- Shellingford
- Shrivenham
- South Hinksey
- Sparsholt
- Stanford in the Vale
- Steventon
- Sunningwell
- Sutton Courtenay
- Uffington
- Upton
- Wantage
- Watchfield
- West Challow
- West Hanney
- West Hendred
- Woolstone
- Wootton
- Wytham